# George Malcolm McLeod
Pour les articles homonymes, voir George McLeod et McLeod.
George Malcolm McLeod  (né le 5 janvier 1946) est un enseignant et un  homme politique provincial canadien de la Saskatchewan. Il représente la circonscription de Meadow Lake à titre de député du Parti progressiste-conservateur de la Saskatchewan de 1978 à 1991.

## Biographie
Né à Meadow Lake en Saskatchewan, McLeod est le fils de Malcolm McLeod et de Lena Rose Code. Il étudie à l'Université de la Saskatchewan où il reçoit un baccalauréat en éducation. McLeod enseigne ensuite dans une école de Meadow Lake, avant de devenir directeur de l'école secondaire locale. En 1971, il épouse Karen Bird.

## Carrière politique
Siégeant au conseil municipal de Meadow Lake de 1973 à 1977, il fait le saut en politique provinciale en 1978. Élu, il entre au cabinet à titre de ministre du Tourisme et des Ressources renouvelables, de ministre du Nord de la Saskatchewan, de ministre du Tourisme et des Petites entreprises, de ministre de l'Approvisionnement et des Services, de ministre de l'Éducation avancée et des Ressources humaines et ministre de la Santé. McLeod est défait par Maynard Sonntag lorsqu'il tente d'être réélu en 1991.
En 2006, McLeod réside à Kimball Lake en Saskatchewan.